# Silenzio... si nasce
Silenzio... si nasce è un film del 1996 diretto da Giovanni Veronesi.

## Trama
Le avventure di due gemelli eterozigoti all'interno del grembo materno prima della nascita.

## Costi e incassi
Il film si rivelò un flop al botteghino: a fronte di un finanziamento statale di 1.715.699€, incassò soltanto 464.896€.